# 浦上村宗
浦上 村宗（うらがみ むらむね）は、戦国時代の武将。備前国・美作国・播磨国の戦国大名。
赤松氏の重臣で、主君・赤松義村から偏諱を受けて村宗と名乗るも、則宗以来の強大な勢力を義村から警戒されたため排斥を受け、その攻撃を度々跳ね返す内に播磨・美作・備前の実権を握り、義村も死に追いやった。義村の子・政村（政祐）を半ば傀儡化するなど勢威を極めるも、播磨には堺公方と細川晴元と連携した反対勢力も多く、守護を凌駕する権力としては不十分であった。その克服も含め、将軍足利義晴、管領細川高国の要請を受けて、三ヶ国の兵を率い播磨の反対勢力や近畿を制圧する東上作戦の過程で政村の裏切りにより大物崩れの大敗となり、討ち死にした。

## 生涯
浦上則宗の長男則景は山名氏との戦闘で早死にしたため、細川氏家臣であった安富新兵衛（筑後守）から養子を取り祐宗（すけむね）と名乗らせ家督を継がせたが、記録は僅かで文亀3年（1503年）には絶え、これも早世したとみられる。村宗は元々浦上氏の家督でありながら嘉吉の乱で信濃に逃亡し消息を絶った浦上則永の孫で、父は備前守護代であった浦上宗助であり、「本筋」とみなされる血筋と備前守護代としての勢力を背景に家督を相続した。

### 主家との暗闘
主家では赤松政則の死後、その養子である赤松義村が幼年であったこともあり、政則後室である洞松院の後見や、浦上氏などの支持を受ける形で、播磨・備前・美作の守護職に就いた。その後、義村は成長するにつれ、勢力を伸張させた守護代 浦上氏に惧れを抱き、また自立の機会を窺っていた。
永正14年（1517年）、この頃よりようやく政務に参加するようになった義村は、2人の宿老（浦上村宗、小寺則職）と義村の3人の側近（櫛橋則高・志水清実・衣笠朝親）から構成される新体制を布く。しかし、この新体制は 「宿老の専横抑制と義村自身の発言力の強化」 を狙う意図が見えていたため、村宗は義村に反発するが、さらにもう一人の宿老である則職とも対立してしまう。これにより則職や3人の側近による讒言で立場を悪くした上に、これを重んじた義村によって、出仕差し止めという仕置きを下されてしまった。

### 武力闘争に発展
このように、あからさまな赤松氏の権力機構からの排斥行為に怒った村宗は、宇喜多能家などの家臣らと共に備前へと帰り、三石城に籠もって赤松氏への反旗を翻した。
永正16年（1519年）冬、この謀反を自身の更なる権力強化の好機と捉えて征伐軍を動員した義村によって、三石城を包囲された。しかし、村宗も赤松氏と敵対関係にあった備前の最大国人 松田元陸と密かに結ぶなど対策を講じていた。結局、後詰めに元陸が現れるとの報も功を奏し、要害の地に築かれた堅守の三石城を攻めあぐねていた義村の撃退に成功した。
しかし翌年の永正17年（1520年）にも、討伐軍（義村自身の出征ではなく、小寺城主 小寺則職を主将）に再攻される。この時の討伐軍は浦上氏の本拠への攻撃よりも、浦上派へ転身した美作守護代の中村則久など浦上派の諸城への攻撃が優先されており、浦上派の弱体化を意図したものであった。
当初は美作の浦上派諸氏を圧倒する討伐軍（赤松派）の優勢に思われたが、村宗の命を受けた宇喜多能家が遊撃戦で赤松軍を撹乱。また、中村則久が籠もる岩屋城も堅牢で、十分な備蓄により200日余の包囲を耐えしのぎ陥落しなかった。やがて決め手が無いまま美作へと兵を送る赤松軍に対して、村宗は一転して松田元陸と共に本格的な攻勢に転じ、美作へ出征してきた赤松軍の背後を襲撃。さらに赤松軍の赤松村景などを懐柔して離反させる事にも成功。討伐に押し寄せた赤松軍を逆に弱体化させた末に、大将である小寺則職を含む200人余りを討って討伐軍を壊滅に追い込む。この勝利により義村の威信失墜に影響を与え、主従の武力関係すら逆転させた村宗はその後、播磨への反撃侵攻に転じている。やがて軍事的圧迫を嵩（かさ）に、同年11月には義村から嫡子才松丸を引き渡させた上に、義村自身を強制隠居にまで追い込んだ。そして、当時8歳の才松丸改め赤松政村（後の赤松晴政）に赤松氏の家督を継がせると、自らこの後見人となった。
翌永正18年（1521年）の正月、足利亀王丸を奉じた義村により再挙兵されるも、これを撃破。亀王丸の確保を目論む村宗は、嘘の和睦の持ちかけに応じた義村を和解の席で捕縛し、播磨の室津に幽閉した。しかし村宗は非情な決断を下し、元号が大永に変わった同年9月には、刺客を放って幽閉先の義村を暗殺させた。これにより名実共に、播磨・備前・美作の支配権を奪って戦国大名への道を歩み始めた。
その頃、亀王丸は管領の細川高国に請われて上洛を果たすと、足利義晴として征夷大将軍となっている。
ただ、影響力を拡大させた浦上氏ではあったが、その権力の拠り所は未だ赤松氏に依存する所が大きく、完全に下克上を果たしたとは言えなかった。結局の所は赤松の当主に傀儡を立てて、その影で権力を行使するという形でしか支配の正当性を担保出来なかったのである。また但馬の山名誠豊からの播磨侵攻を受けた際には、赤松氏との共闘も見せているが、山名氏の脅威が去った後は成長して村宗の専横に反発するようになった政村と、それを支援する浦上村国など一族の有力者と争いつつ、政村を置塩城より追放し、美作へ追いやったこともある。

### 最期
力をつけた村宗は、細川晴元との抗争に敗れて京を追われた管領細川高国からの参戦依頼を受けると、主君政村と一時和睦した上で上洛の軍を起こし、細川氏の家督争いへ介入するようになる。渡邊大門は高国を支援して上洛を果たさせる事によって播磨・備前・美作などの守護の座に就き、赤松の影響力を廃した支配体制を築きたいという打算があったと推測している。
当初は、東播磨で村宗と対立してきた別所村治を破って三木城を占拠すると、播磨の鎮圧に派遣されていた晴元派の重鎮である柳本賢治を刺客によって殺害。播磨での勢いのまま進撃し摂津国の池田城を攻略するなど、高国の再入京を後押しするほど優勢であった。ところが享禄4年（1531年）、晴元たち敵対勢力の中枢である堺公方府への遠征（中嶋の戦い）で手間取り、膠着状態に陥る。
そして、同年6月、晴元や三好元長に天王寺で敗北しただけでなく、討死してしまう（大物崩れ）。なお、この勝敗の帰趨を決したのは、増援であったはずの政祐（政村より改名）に裏切られ、背後から攻撃されたことであった。政祐のこの行動は、父の無念を晴らし、かつ守護としての実権を取り戻すためと説明されることが多い。
村宗の死後、家督は幼少の嫡男・虎満丸（後の政宗）が継いだ。以後も赤松・浦上両氏は対立・和睦を繰り返している。